# The War to End All Wars
The War to End All Wars (Válka k ukončení všech válek) je desáté studiové album švédské powermetalové skupiny Sabaton vydané 4. března 2022. Je to poslední album, na kterém hraje kytarista Tommy Johansson .
Album slouží jako pokračování alba kapely The Great War z roku 2019 a je koncepčním albem , které se stejně jako jeho předchůdce zaměřuje na zvěrstva, zázraky a události kolem 1. světové války, jako jsou Vánoční příměří, Stormtroopers z německé armády, závod k moři , Versailleská smlouva , převládající typ bitevní lodi Dreadnought během počátku 20. století a další.
Singl „Christmas Truce“ byl nominován na hudební video roku na Global Metal Apocalypse Awards 2021 a skončil celkově druhý. Hudební video se točilo v Rožmitálu pod Tremšínem a účinkovali v něm členové Československé obce legionářské.

## Seznam skladeb
| Pořadí         | Název                  | Téma                                           | Délka |
| -------------- | ---------------------- | ---------------------------------------------- | ----- |
| 1.             | Sarajevo               | Atentát na arcivévodu Františka Ferdinanda     | 4:37  |
| 2.             | Stormtroopers          | Stormtroopers, skvěle vycvičení němečtí vojáci | 3:56  |
| 3.             | Dreadnought            | loď Dreadnought a bitva u Jutska               | 4:58  |
| 4.             | The Unkillable Soldier | Carton de Wiart                                | 4:11  |
| 5.             | Soldier of Heaven      | Italsko-rakouská fronta a laviny na Bílý pátek | 3:38  |
| 6.             | Hellfighters           | pěší pluk                                      | 3:26  |
| 7.             | Race to the Sea        | k moři                                         | 3:47  |
| 8.             | Lady of the Dark       | Milunka Savić                                  | 3:03  |
| 9.             | The Valley of Death    | Bitva o Doiran                                 | 4:13  |
| 10.            | Christmas Truce        | Vánoční příměří                                | 5:18  |
| 11.            | Versailles             | Versailleská smlouva                           | 4:14  |
| Celková délka: | Celková délka:         | Celková délka:                                 | 45:21 |

## Obsazení
- Joakim Brodén – zpěv, piáno
- Pär Sundström – baskytara, doprovodný zpěv
- Chris Rörland – kytara, doprovodný zpěv
- Tommy Johansson – kytara, doprovodný zpěv
- Hannes Van Dahl – bicí, doprovodný zpěv